# 소라하네 리쿠
소라하네 리쿠(일본어: 蒼羽 りく そらはね りく[*], 10월 13일 - )는 일본의 배우이다. 전 다카라즈카 가극단 소라구미 소속 남역 스타이다.
도쿄도 후추시, 도립 진다이 고등학교 출신이다. 키 173cm, 애칭은 "리쿠"이다.

## 약력
2005년, 다카라즈카 음악학교 입학하였다.
2007년, 다카라즈카 가극단 93기생으로 입단. 입단 당시 성적 3등. 호시구미 공연 「벚꽃／시크릿 헌터」로 초무대. 그 후 소라구미에 배속되었다.
2010년, 「TRAFALGAR」으로 신인공연 첫 주연. 입단 4년차의 발탁이었다.
2012년, 오우키 카나메ㆍ미사키 리온 톱콤비 대극장 오히로메 공연 「은하영웅전설@TAKARAZUKA」로 2번째 신인공연 주연을 맡았다.
2013년, 「바람과 함께 사라지다」로 3번째 신인공연 주연을 맡았다. 레트 버틀러를 연기하였고, 신인공연을 졸업하였다.
2019년 7월 21일, 「오션스 11」 도쿄 공연 천추락을 기해, 다카라즈카 가극단을 퇴단하였다.
퇴단 후에는 무대를 중심으로 활동하고 있다.
2021년, 인스타그램을 통해, 결혼했음을 알렸다.

## 퇴단 후의 주요 활동

### 무대
- 2021년 4월, 『엘리자베트 TAKARAZUKA 25주년 스페셜 갈라 콘서트』 (우메다예술극장・토큐시어터오브) - 루돌프
- 2021년 9월, 『미소녀 전사 세일러문 카구야히메의 연인』 (텐노우즈 은하극장) - 턱시도 가면/지장위(地場衛)

## TV출연
- 2014년 1월, 후지테레비 『SMAP×SMAP』 - 스마신하이스쿨
- 2017년 12월, 후지테레비 『2017 FNS가요제 제1밤』